# Fusicoccum
Fusicoccum es un género Anamorfo de hongos incluidos en la familia Botryosphaeriaceae. Contiene unas 90 especies.

## Especies
| - F. abietis - F. acaciae - F. aceris - F. advenum - F. aesculanum - F. africanum - F. albiziae - F. album - F. alni - F. alnicola - F. alocasiae - F. amygdali - F. amygdalinum - F. araucariae - F. asparagi - F. asperum - F. aucupariae - F. betulae - F. betulinum - F. brunaudii - F. cacti - F. cactorum - F. caraganae - F. carpini - F. cedrelae - F. cheiranthi - F. cinctum - F. coluteae - F. complanatum - F. corni - F. cornicola - F. coronatum - F. corylinum - F. corynocarpi - F. costesii - F. cryptomeriae - F. cryptosporioides - F. dakotense - F. daphneorum - F. depressum - F. dipsaci - F. elaeagni - F. elasticae - F. elasticum - F. ellisii - F. ericeti | - F. eumorphum - F. euphorbiae - F. farlowianum - F. fibrosum - F. forsythiae - F. fraxini - F. gibberelloide - F. gloeosporioides - F. guttulatum - F. hapalocystis - F. hippocastani - F. homostegium - F. hoveniae - F. hranicense - F. ilicellum - F. ilicinum - F. indicum - F. jasminicola - F. jatrophae - F. juglandinum - F. juglandis - F. juniperi - F. kunzeanum - F. lahoreanum - F. lanceolatum - F. lesourdeanum - F. leucostomum - F. leucothoës - F. ligustri - F. liriodendri - F. macalpinei - F. macarangae - F. macrosporum - F. maesae - F. malorum - F. marconii - F. microspermum - F. microsporum - F. moravicum - F. myricae - F. myrtillinum - F. nervicola - F. noxium - F. obtusulum - F. operculatum - F. ornellum - F. oxalidicola - F. perniciosum | - F. persicae - F. petiolicola - F. petrakianum - F. petrakii - F. phomiformis - F. pini - F. pithyum - F. pittospori - F. populi - F. populinum - F. proteae - F. pruni - F. pseudacaciae - F. pulvinatum - F. putrefaciens - F. pyrolae - F. pyrorum - F. quercus - F. ramosum - F. rimosum - F. rosae - F. rubrum - F. saccardoanum - F. sambucicola - F. sapoticola - F. sardoa - F. schulzeri - F. smilacinum - F. smilacis - F. sorbi - F. sordescens - F. spiraeae - F. syringae - F. syringicola - F. tanaense - F. testudo - F. tiliae - F. turconii - F. ubrizsyi - F. ulmi - F. umbrinum - F. veronense - F. viridulum - F. yuccigena - F. zanthoxyli |